# 五人足球洲際超級盃
五人足球洲際超級盃是一項四年一度的五人足球賽事，由南美洲足球協會和歐洲足球協會聯合主辦。賽事由美洲室內五人足球盃和歐足聯室內五人足球錦標賽各自前二名球隊之間對壘，是作為南美洲足協和歐洲足協重新建立合作夥伴關係的一部分，這項賽事於2022年宣布舉辦。

## 歷史
2020年2月12日，歐洲足協和南美洲足協簽署了一份諒解備忘錄，旨在加強兩個組織之間的合作。作為協議的一部分，聯合委員會研究舉辦歐洲–南美洲洲際賽事的可能性，當中包括女足、男足以及各個年齡的比賽。 2021年12月15日，歐洲足協和南美洲足協再次簽署了一份延續至2028年全新的諒解備忘錄，其中包括關於在倫敦設立聯合辦事處，以及可能組織各種足球賽事的具體條款。

## 歷屆成績
| 年份 | 主辦國 |          | 決賽        | 決賽     | 決賽     |      | 季軍戰   | 季軍戰 | 季軍戰 |
| 年份 | 主辦國 | 冠軍     | 比數        | 亞軍     | 季軍     | 比數 | 殿軍     |        |        |
| 2022 | 阿根廷 | · 葡萄牙 | 1–1（4–2 ） | · 西班牙 | · 巴拉圭 | 3–2  | · 阿根廷 |        |        |

## 成績統計

### 按國家
| 球隊   | 冠軍     | 亞軍     | 季軍     | 殿軍     |
| ------ | -------- | -------- | -------- | -------- |
| 葡萄牙 | 1 (2022) | —        | —        | —        |
| 西班牙 | —        | 1 (2022) | —        | —        |
| 巴拉圭 | —        | —        | 1 (2022) | —        |
| 阿根廷 | —        | —        | —        | 1 (2022) |

### 按協會
| 協會           | 冠軍 | 亞軍 |
| -------------- | ---- | ---- |
| 南美洲足球協會 | 0    | 0    |
| 歐洲足球協會   | 1    | 1    |

## 外部連結
- Official UEFA website
- Official CONMEBOL website